# کلاودکروفت (نیومکزیکو)
کلاودکروفت (به انگلیسی: Cloudcroft) یک روستا در ایالات متحده آمریکا است که در شهرستان آترو، نیومکزیکو واقع شده‌است. کلاودکروفت ۳٫۹ کیلومتر مربع مساحت و ۶۷۴ نفر جمعیت دارد و ۲٬۶۴۲ متر بالاتر از سطح دریا قرار دارد.